# Notiothemis
Notiothemis é um género de libelinha da família Libellulidae.
Este género contém as seguintes espécies:
- Notiothemis jonesi Ris, 1921
- Notiothemis robertsi Fraser, 1944